# قلعه کریم‌آباد
قلعه کریم‌آباد؛ نام دژی تاریخی مربوط به اواخر دورهٔ قاجار است و در شهرستان رشتخوار، جنوب روستای کریم‌آباد واقع شده و این اثر در تاریخ ۱۳ بهمن ۱۳۸۸ با شمارهٔ ثبت ۲۹۲۸۵ به‌عنوان یکی از آثار ملی ایران به ثبت رسیده‌است.